# Haverfordwest
Haverfordwest (in gallese Hwlffordd) è il capoluogo della contea di Pembrokeshire, nel Galles sud-occidentale, ed è anche la seconda città più grande della contea dopo Milford Haven. Si trova a sei miglia dal villaggio di Broad Haven, nel Pembrokeshire Coast National Park, l'unico parco nazionale costiero del Regno Unito. Funge da città di mercato per gran parte della contea di Pembrokeshire. Si trova lungo il fiume Cleddau. Oggi Haverfordwest presenta una maggioranza di popolazione di lingua e cultura inglese e una minoranza di gallese.

## Storia
Nonostante la sua importante posizione strategica, che presupporrebbe una sua occupazione sin da tempi antichissimi, non esistono evidenze archeologiche di un insediamento prima del XII secolo, quando, attorno al 1110, vi fu costruito il primo castello normanno da Tancredi, un signore di frontiera dei Flander. La città crebbe rapidamente per la sua importante posizione strategica, diventando così la capitale della colonia inglese di Roose. Dopo un periodo di floridezza grazie a un fiorente commercio, nel 1348 fu colpita dalla Peste nera che ne diminuì la popolazione e ne rallentò gli scambi commerciali. Gran parte della città fu abbandonata e non fu ripopolata fino all'epoca dei Tudor. Nel 1405 fu incendiata dagli alleati francesi di Owain Glyndŵr. Durante la guerra civile gli abitanti del municipio di Haverfordwest si schierarono col Parlamento, mentre l'alta borghesia dominante appoggiò i realisti. Ne scaturì un ampio conflitto durante il quale la città passò da una parte all'altra per cinque volte. Seguì quindi un periodo di declino. Alla fine del XVII secolo la città era più piccola che nella prima metà del XIV secolo.

## Monumenti e luoghi d'interesse

### Architetture militari
- Castello di Haverfordwest, eretto nel XII secolo.[1][2]